# Dylan Penn
Dylan Frances Penn (n. 13 aprilie 1991, Los Angeles, California, SUA) este un model și actriță americană. Ea este fiica lui Sean Penn și a lui Robin Wright.

## Biografie
Penn s-a născut pe 13 aprilie 1991, în Los Angeles, California, din actorul și regizorul Sean Penn și actrița Robin Wright. Wright renunțase la rolul Maid Marian din Robin Hood: prințul hoților din cauza sarcinii sale cu Dylan. Penn a fost crescută în Ross⁠(d), un oraș din Marin County, California⁠(d). Ea are un frate mai mic pe nume Hopper Jack⁠(d). Bunicul său patern Leo Penn⁠(d) este de origine evreiască rusă și lituaniană, în timp ce bunica sa paternă Eileen Ryan⁠(d) este catolică și de origine irlandeză și italiană.
A urmat Academia Marină și a renunțat la University of Southern California după un semestru. Ea a locuit o perioadă în New York. Divorțul părinților ei a fost finalizat în 2010. Înainte de a deveni model, Penn a lucrat ca distribuitoare de pizza, chelneriță și editor independent de scenarii. De asemenea, a lucrat în New York ca hostess la un restaurant și ca stagiară la o agenție de publicitate.

## Carieră
Primele afișe de modeling ale lui Penn au fost pentru Gap Inc. în 2013. Apoi a apărut în GQ în decembrie 2013, în W⁠(d) în ianuarie 2014 și în Elle în martie 2014. Penn a apărut pe locul 68 pe lista anuală Maxim Hot 100 în 2014 și pe locul 93 pe lista AskMen.com⁠(d) 99 cele mai dorite femei în același an.
Primul film al lui Penn a fost filmul de groază Condamnatul⁠(d), regizat de Eli Morgan Gesner⁠(d), în care ea a jucat rolul prietenei unui membru al unei trupe care locuiește într-o clădire dărăpănată. Un alt rol timpuriu a fost în Elvis și Nixon⁠(d), în care joacă Kevin Spacey. În 2021, ea a jucat alături de tatăl ei în filmul Ziua Steagului, pe care acesta l-a și regizat.

## Filmografie
- Condamnatul - Maya (2015)
- Elvis și Nixon - Diane (2016)
- Vânătorul de noapte - Sophia (2018)
- Ziua Steagului - Jennifer Vogel (2021)
- Semne de dragoste - Patty (2022)